# أبو بكر بلطيف
أبوبكر بلطيّف (1883 - 1960) شخصية ثقافية وعلمية من طرابلس عاصمة ليبيا، وهو صاحب واحدة من المكتبات الخاصة المهمة في المدينة، درس ودرّس عددًا من أعلام ليبيا، خاصةً في مجال الفقه المالكي والتفسير والتصوف، ومن أبرز تلاميذه عبد الرحمن القلهود الذي تولّى إدراة الإفتاء خلال ستينيات القرن العشرين.